# Julian Perretta
Julian Perretta (Londen, 13 januari 1989) is een Brits singer-songwriter.

## Carrière
Perretta werd in 2011 bekend met zijn single Wonder Why. Hij heeft al samengewerkt met Beyoncé, Mark Ronson, Lost Frequencies, Ed Sheeran, Jamiroquai, Purple Disco Machine en Kanye West.

## Discografie

### Singles
| Single met hitnotering(en) in de Vlaamse Ultratop 50 | Datum van verschijnen | Datum van binnenkomst | Hoogste positie | Aantal weken | Opmerkingen                             |
| ---------------------------------------------------- | --------------------- | --------------------- | --------------- | ------------ | --------------------------------------- |
| Wonder Why                                           | 2011                  |                       | tip32           |              |                                         |
| Body Talk (Mammoth)                                  | 2014                  | 16-08-2014            | 2               | 13           | Met Dimitri Vegas & Like Mike en Moguai |
| Tales of Tomorrow                                    | 2015                  | 24-01-2015            | 2               | 10           | Met Dimitri Vegas & Like Mike           |
| Miracle                                              | 2016                  | 27-02-2016            | 21              | 11           |                                         |

- Bibliothèque nationale de France: cb16252702g (data)
- Gemeinsame Normdatei: 1016201168
- International Standard Name Identifier: 0000 0001 0817 8311
- MusicBrainz: 3b8022ff-19c5-46df-9de2-966d0a95b084
- Réseau des bibliothèques de Suisse occidentale: 02-A018725788
- Système universitaire de documentation: 165038470
- Virtual International Authority File: 160621915
- WorldCat: E39PBJwHh99hbC4H4x6fGRhmBP